# Louis Yvert
 (août 2022).
Pour les articles homonymes, voir Yvert.
Louis Yvert est le cofondateur de la maison d'édition philatélique français Yvert et Tellier avec l'imprimeur Théodule Tellier, à partir de l'imprimerie familiale fondée par son grand-père Eugène Yvert. Il est né le 24 juin 1866 à Paris et décédé le 17 avril 1950 à Amiens.

## Jeunesse
Né en 1866 à Paris, Louis Yvert est le fils d'un avocat Henry Yvert et de la cantatrice Mademoiselle de Taisy. À quatre ans, il déménage à Amiens avec ses parents où son père reprend la direction de l'imprimerie familiale.
Son éducation lui donne des loisirs qu'il conserve le reste de sa vie. Il pratique quotidiennement le piano et le violoncelle.
Bachelier ès-lettres et ès-sciences, il s'engage volontairement dans l'armée pour un an et en sort avec le grade de sous-lieutenant de réserve. Il commence à peine ses études de droit à Paris où il mène une vie de dandy. Sa mère décide qu'il va poursuivre ses études malgré la mort de son père en 1885.

## Carrière
Une fois diplômé de droit en 1889, il rentre à Amiens pour se former à la direction de l'imprimerie et du journal de son père, L'Écho de la Somme, avec l'aide de Théodule Tellier, chef imprimeur devenu l'associé de la famille Yvert en 1885. 
De 1889 à 1891, il travaille comme journaliste à l'Écho. L'année de son mariage avec Pauline Cordelier en 1891, il prend la direction du journal. Cependant, il n'est pas en phase avec la ligne politique, légitimiste et conservatrice, du journal et de ses lecteurs. Néanmoins, le journal reste la source principale de l'entreprise Yvert et Tellier.
La collection de timbres-poste grâce à Théodule Tellier va ouvrir un nouvel horizon au chef d'entreprise. Il découvre le bulletin l'Écho de la timbrologie dont Tellier est devenu le rédacteur en chef en 1890, la joie de la collection et du tri, et l'intérêt des lecteurs pour du matériel d'aide à la collection (albums pré-imprimés, catalogue exhaustif, etc.). 
En 1895, il cesse d'écrire dans l'Écho de la Somme pour se consacrer entièrement à la philatélie. Ayant découvert que la plupart des catalogues de timbres de l'époque change leurs numérotation et critères de classement chaque année, il se lance avec Tellier dans la fabrication d'un catalogue au classement fixe d'année en année : les timbres sont listés dans l'ordre chronologique d'émission. En novembre 1896, pour deux francs, le Catalogue prix-courant de timbres-poste par Yvert et Tellier est disponible. Épais de 576 pages et répertoriant 5 000 timbres, il est tiré à 
8 000 exemplaires. Un album où chaque case correspond à un timbre est aussi publié. Le succès est rapide, le catalogue devient annuel.
L'enrichissement de l'entreprise par la philatélie permet à Louis Yvert de voyager en Europe de l'Ouest tout en laissant à Tellier le contrôle de l'entreprise. C'est lors d'un séjour à Paris en 1900 qu'il rencontre un marchand de timbres génevois Théodore Champion. Cet expert est capable d'évaluer la valeur d'un grand nombre de timbres qui lui sont présentés. Yvert s'associe avec lui pour qu'il mette à jour les cotes du catalogue qui devient le catalogue Yvert et Tellier - Champion.
Le 1er avril 1913, lorsque Tellier prend sa retraite, Louis rachète ses parts, mais, par amitié, maintient le nom du chef imprimeur dans le titre du catalogue.

## La succession
Pendant la première moitié du XXe siècle, Louis Yvert dirige ainsi son entreprise d'édition philatélique qui devient la référence en France.
Progressivement, pendant l'entre-deux-guerres, il place ses deux fils et son gendre à la tête de parties de l'entreprise :
- l'aîné Henri s'occupe de l'imprimerie,
- le cadet Pierre se consacre à l'Écho de la timbrologie,
- le gendre Jean Gervais a renoncé à sa carrière de médecin pour épouser Jeanne Yvert. En échange, le beau-père lui confie l'édition des publications, des matériels philatéliques et du catalogue.

Louis Yvert meurt le 17 avril 1950.

### Source
- Yvert et Tellier. Cent ans d'histoire, éd. Yvert et Tellier, 1996.